# Margaritasita
La margaritasita es un mineral uranilo-vanadato, por tanto dentro de la clase de los minerales óxidos. Fue descubierta en 1982 en la mina Margaritas localizada en la sierra de Peña Blanca en el municipio de Aldama, estado de Chihuahua (México), siendo nombrada así por el nombre de la mina donde se encontró. Un sinónimo es su clave: IMA1980-093.

## Características químicas
Químicamente es un uranilo sorovanadato de cesio hidratado.
Además de los elementos de su fórmula, suele llevar como impurezas: potasio e hidrógeno.

## Formación y yacimientos
Se encontró en depósitos de fumarola en roca riolita. Es el principal depósito de mineral que rellena los poros con fenocristales en tobas volcánicas félsicas; que han sido alteradas por fluidos hidrotermales de alta temperatura.
Suele encontrarse asociado a otros minerales como: caolinita o cuarzo.

## Usos
Es una mena de uranio, de gran importancia estratégica.